# Pannonhalma
Pannonhalma is een stadje in Hongarije aan weg 82, 17 km ten zuiden van Győr. Deze weg leidt naar het Balatonmeer dat 63 km verder zuidelijk ligt.

## Benedictijnenabdij
De benedictijnenabdij van Pannonhalma ligt op de top van een heuvel boven het stadje Pannonhalma.
De territoriale abdij is historisch belangrijk en werd een symbool van het christendom en de westerse cultuur.
De Árpádenvorst Géza haalde tegen het eind van de 10e eeuw de benedictijnen het land binnen en wees hun de heuvel als plaats voor de bouw van een klooster. Onder zijn zoon Stefanus I van Hongarije werd het in 1001 ingewijd.
Pannonhalma heeft een rijk verleden. Hongaarse koningen ontvingen hier befaamde bezoekers.
Het middeleeuws klooster werd in de 18e en 19e eeuw grotendeels gerenoveerd. Van de eerste kloostergebouwen zijn alleen enkele muren van de crypte over. De huidige kerk is gebouwd op de fundamenten uit de 13e eeuw, evenals de Porta Speziosa, en de deur met de zuilenwanden van rood marmer en witte kapitelen van zandsteen. De laat-gotische kruisgang en de crypte met het kruisribgewelf stammen uit de 15e eeuw.
Pannonhalma is de Tweede Wereldoorlog goed doorgekomen. Het klooster stond onder bescherming van het Internationale Rode Kruis, waar de Duitsers en de Russen zich aan hielden. Vele duizenden vonden hier een toevluchtsoord.
Benedictijnen-paters geven hier tegenwoordig les aan het gymnasium waarvan het eindexamen door de staat wordt erkend.
Het is een van de acht middelbare scholen die onder leiding van geestelijken staat.
- Gemeinsame Normdatei: 4100585-5
- Library of Congress Control Number: nb2004302231
- MusicBrainz: dedad87a-38d5-45e4-90ad-1fa978ff4134
- Nationale Bibliotheek van Tsjechië: ge760237
- Nationale Bibliotheek van Israël: 987007471616505171
- Virtual International Authority File: 159693676
- WorldCat: E39PBJdgWBVCHW6wmRtT6wJbh3